# Проективный рисунок человека
Проективный рисунок человека — рисуночная проективная методика, разработанная Карен Маховер и направленная на выяснение субъективного личностно-окрашенного эмоционального мира обследуемого.

## История создания
Данная методика была разработана на основе теста Флоренс Гуденаф «Рисунок человека», направленного на диагностику уровня интеллектуального развития у детей через анализ детализации рисунков. Изучение полученных рисунков показало, что они далеко не всегда отображают интеллектуальный уровень обследуемых. Часто дети с одинаковым умственным возрастом выполняли различные рисунки. Постепенно эта процедура стала использоваться все чаще в клинико-диагностических целях и стала предлагаться испытуемым всех возрастов. Индивидуальные рисунки стали изучаться в сочетании с ассоциациями, даваемыми пациентами, а также клиническими данными.
Другим источником развития методики является классический психоанализ, который внес в проективный метод основные объяснительные категории, а именно принцип проекции как защитный механизм и бессознательное. С точки зрения психоанализа, процесс взаимодействия личности с мало структурированным стимульным материалом, который предлагается испытуемым в проективных методиках, носит характер проецирования, т.е. вынесения вовне бессознательных влечений, инстинктов конфликтов и т.д. Был период, когда проективные методики стали отделяться от своих психотерапевтических истоков, превращаясь в самостоятельный психодиагностический метод. На сегодняшний же день наблюдается тенденция возвращения данного метода в психотерапевтическую практику, однако методики претерпели некоторую модификацию: процедура проведения стала более формальной, а наряду с качественным анализом стал применяться и количественный . 

## Процедура проведения
1. Установление контакта. Если методика проводится в контексте патопсихологического обследования, необходимо сменить мотивацию обследуемого (не должно быть мотивации экспертизы). Часто, если требуется получить серию рисунков, то назначается отдельная встреча;
2. Обследуемому предлагается один лист бумаги (в зоне доступа находятся дополнительные листы), карандаш (простой или/и цветные), ластик;
3. Дается инструкция: «Нарисуйте человека, какого хотите». На любые дополнительные вопросы следует отвечать уклончиво (например: «Любого, рисуйте, какого хотите»). Если человек рисует портрет или лицо, то этот рисунок забирается и говорится, что желательно нарисовать фигуру в полный рост;
4. Психологом протоколируется весь процесс рисования, комментарии обследуемого, зоны затруднения, невербальные реакции и др.;
5. После того, как обследуемый закончил рисовать первую фигуру, дается вторая часть инструкции: «Нарисуйте человека противоположного пола». Важно зафиксировать, фигура какого пола появится первой, а какая второй, это поднимает вопрос о половой идентичности, гомосексуальности, отношении полов;
6. После окончания этапа рисования проводится опрос, в ходе которого просят описать рисунок, уточняются детали (возраст, род занятий, описание частей тела и других элементов рисунка, которые выглядят необычно, непонятно, выделяются);
7. Далее психолог просит придумать историю о нарисованных персонажах. Например, можно попросить рассказать, что бы произошло, если два этих человека встретились;
8. В конце задаются уточняющие вопросы. Например: «Вам нравится то, что получилось? Кем бы этот человек мог быть? Если бы Вы его встретили, что бы вы делали? Какие у него есть три желания?» и др.

## Принципы анализа
Замысел методики состоит в том, что через образ нарисованного человека возможно выражение особенностей самосознания, рисунок отражает внутреннее пространство, является проекцией Я в этом пространстве.

### Анализ восприятия и реакции на инструкцию
- Параметр содержания (включение других образов, подмена или искажение инструкции);
- Формально-динамический параметр (обследуемый может ориентироваться на ассоциативный процесс, на авторитетное указание взрослого, на задачу или на предметы);
- Динамически-временной параметр (обследуемый может замешкаться, ему может быть тяжело сразу приступить к заданию, или же, наоборот, может проявиться импульсивность).

### Анализ рисунка

#### Феноменологический уровень анализа
Задача: составить общее представление о рисунке, погрузиться в него и попробовать понять рисунок изнутри (принять позу, попытаться почувствовать себя на позиции испытуемого). Вначале на данном этапе важно своими словами сказать о впечатлении, которое производит рисунок в общем (он может казаться дисгармоничным, веселым, тревожным, дисгармонично-радостным, оживленным, агрессивным, цветным, богатым, тяжелым, скромным, грубым и др.). Далее впечатление уточняется. Один персонаж на рисунки может выражать одни эмоции, а другой — другие. Надо встать на позиции каждой из частей рисунка.

#### Аналитический уровень анализа
Оценивается несколько параметров:
- Последовательность рисования;
- Варианты возвращения к нарисованному, усиление деталей;
- Стирания, включения;
- Группировки;
- Графическая репрезентация людей, качество рисунка (оценка симметрии фигуры, положение средней линии в рисунке, размер и местоположение фигуры на листе, поза, перспектива, тип линии, контур фигуры, штриховка, острые углы и др.);
- Соотношение двух рисунков (есть ли элементы половой идентификации, количество деталей, цвет и др.).

#### Содержательный уровень анализа
На этом этапе анализа мы обращаемся к тем допущениям в анализе, которые либо подтверждены экспериментально, либо же их валидность доказана клинически. При этом всегда стоит учитывать, что полученный нами массив данных является полем гипотез, а не аксиомой. Все детали рисунка интерпретируются с учетом их функциональной значимости для испытуемого: изображенная обследуемым фигура соотносится с его побуждениями, тревогами, конфликтами и компенсациями.
Карен Маховер выделяет и раскрывает следующие параметры содержательного анализа рисунка человека:
- Голова;
- Социальные черты - части лица (выражение лица, рот, губы, подбородок, глаза, брови, ухо, волосы, нос);
- Шея;
- Адамово яблоко (кадык);
- Контактные черты;
- Руки и кисти;
- Пальцы;
- Ноги и ступни;
- Пальцы ног;
- Различные части тела (туловище, грудь, плечи, бедра и ягодицы, талия, анатомические проявления, суставы);
- Одежда (пуговицы, карманы, галстук, обувь, шляпа и др.).

Все эти параметры анализируются с учетом их наличия или отсутствия, размера на рисунке, графического или вербального выделения, культурных, социальных, гендерных и возрастных особенностей обследуемого, а также в сравнении с его внешним обликом.